# Terme del Mitra
Le Terme del Mitra (I,XVII,2), sono un complesso termale nella regio I della città romana di Ostia.

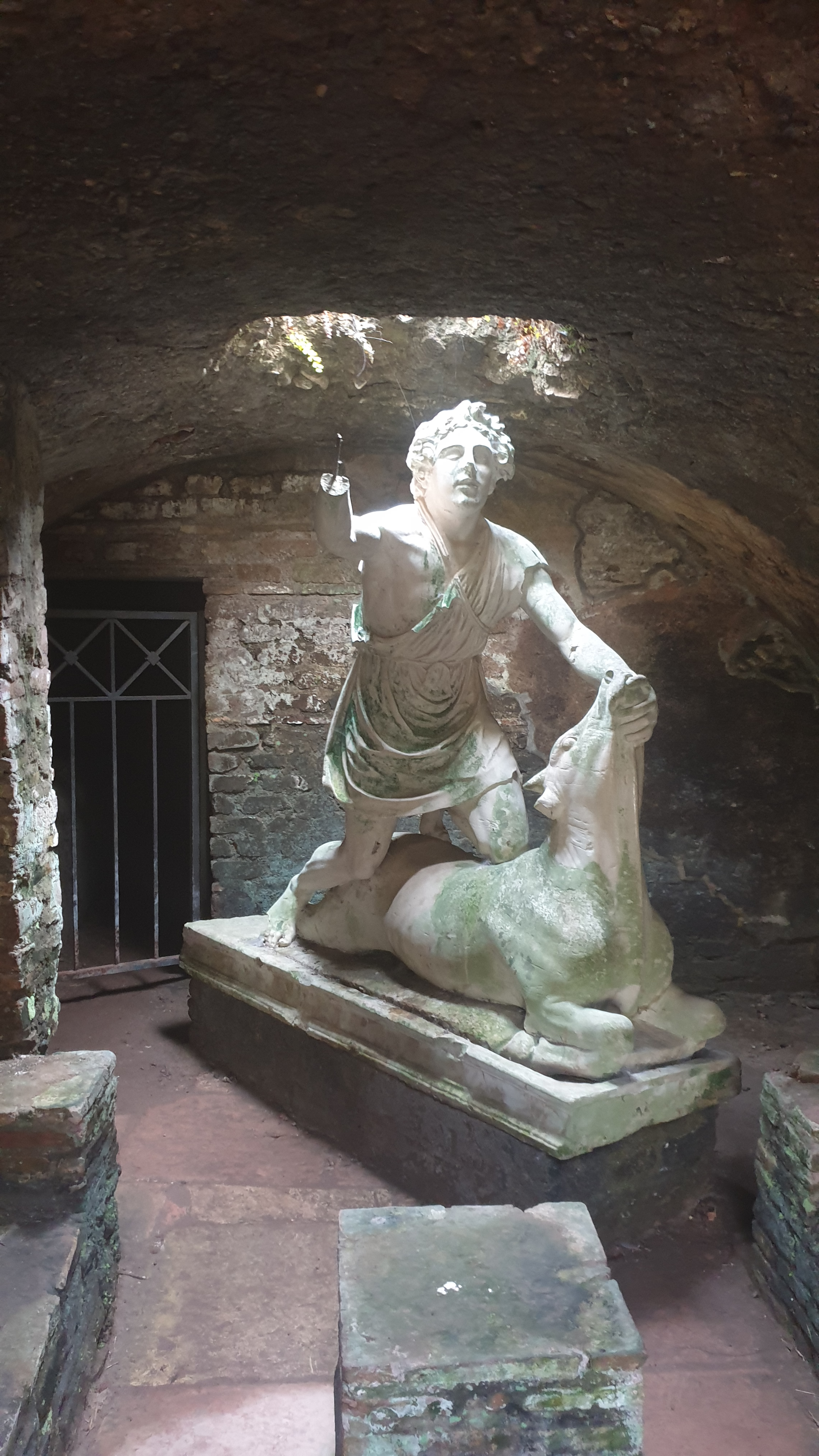
Mitra che uccide il toro

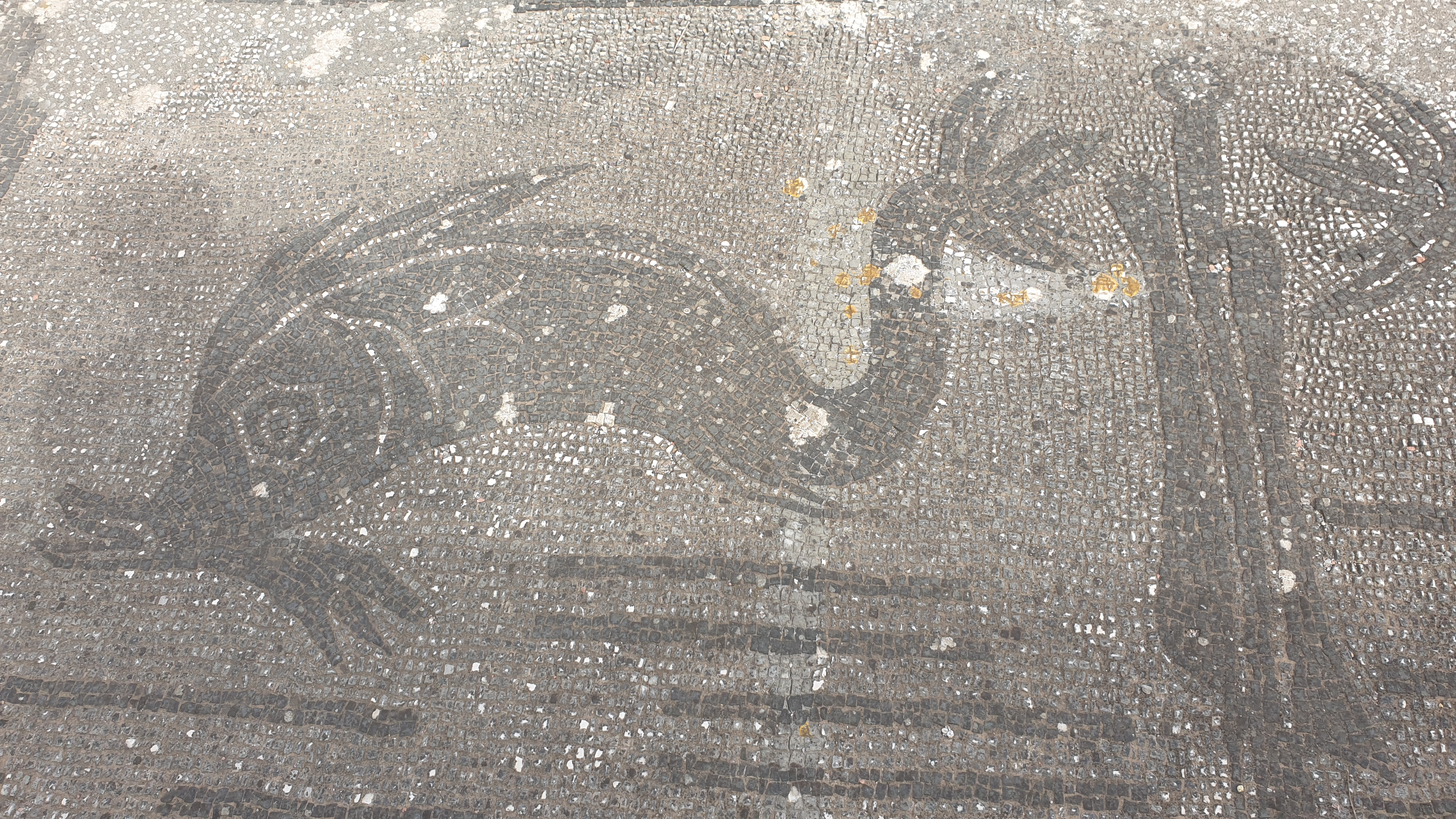
Dettaglio di un mosaico pavimentale

## Descrizione
Le terme si trovavano a nord ovest rispetto al Foro, comprese tra il Caseggiato con fornace per laterizi (I,XVII,1) a sud, gli Horrea dei Mensore (I,XIX,4) ad ovest, il Caseggiato (I,XVIII,1) a nord, e il Caseggiato (I,XVI,2) a est.
Le Terme di Mitra, scavate sotto la direzione di Guido Calza nel 1939-1940, furono costruite in epoca adrianea (c. 125 d.C.) in opus latericium, e modificate nel primo periodo severiano (c. 200 d.C.), e ancora modificate nel primo quarto del IV secolo. Per la posizione, vicino al Tevere e a grandi Horrea per il deposito del grano, si pensa che queste grandi terme private fossero frequentate soprattutto dai portuali e dai mensores frumentarii.
L'ingresso principale dell'edificio si trova sul lato est e conduce ad un apodyterium, il vestibolo principale per l'ingresso e l'uscita nei bagni pubblici. Dal vestibolo si accede a due grandi sale, la cui funzione non è chiara, e ad un frigidarium, la sala per i bagni freddi, con nicchie e una vasca nella parte occidentale; qui è stato trovato un mosaico di Ulisse e le Sirene. Dal frigidarium si accedeva poi alle stanze riscaldate, che in sequenza da nord a sud, erano un tepidarium (stanza tiepida),  un sudatorium (stanza per la sudorazione) con pareti e pavimento riscaldati, in seguito ampliato con un'abside contenente una vasca, e un calidarium (bagno caldo), con due vasche rettangolari, aggiunte anche queste in epoca successiva.
Nella parte sud del calidarium c'è uno stretto corridoio, dal quale si accede ad una stanza che conteneva una ruota idraulica, più volte adattata ai macchinari per il sollevamento dell'acqua; accanto si trovava un'altra stanza, dove trovava posto la caldaia per l'acqua, alimentata, come le vasche, attraverso vari condotti. L'area di servizio sotterranea, molto ben conservata, contiene diverse fornaci; qui è stata trovata una statua di Vulcano.
All'opposto, nella parte nord-ovest dell'edificio, delle scale portano ad un'area di servizio, dove tra la fine del secondo e l'inizio del terzo secolo d.C., fu installato un mitreo, che prende il nome da una statua ritrovata in situ, del dio Mitra in procinto di uccidere il toro. In tarda antichità, quando le terme caddero in disuso, la stanza più settentrionale del complesso termale fu adibita ad oratorio cristiano.